# Giampaolo di Cocco
Giampaolo di Cocco (Firenze, 6 settembre 1947) è un artista, architetto e scrittore italiano.
Nei suoi lavori esplora l'interazione tra le arti e l'architettura; ha realizzato installazioni permanenti in luoghi pubblici in varie città europee, tra cui Marsiglia, Gibellina, Duisburg, Colonia, Skagen (DK), Follonica, Berlino, Seggiano, Firenze.
Nel suo libro Il galateo dell'artista principiante (2001), dà consigli agli artisti principianti su come evitare le trappole poste dagli schiavi del mercato dell'arte, i critici d'arte. Giuseppe Pontiggia, nella prefazione, definisce il libro "sottile e caustico".
Nel 2007 ha pubblicato Alle origini del Carnevale: Mysteria isiaci e miti cattolici (Firenze, Pontecorboli), in cui esplora le origini storiche del carnevale e le misticazioni fatte dalla Chiesa cattolica; tra le mistificazioni, il cambio di nome del Navigium Isidis in Carnevale. Il libro contiene una nota di Giuseppe Pontiggia.
Nel 2020 ha pubblicato Souvenir d'egotisme dove cerca di unire le due passioni della sua vita, l'arte visiva e la letteratura in un testo autobiografico.